# YG Plus
YG Plus Inc. (кор. YG 플러스; ранее Phoenix Holdings Inc.) — публичная медиа- и рекламная компания, приобретённая развлекательным агентством YG Entertainment в ноябре 2014 года.
Основана 15 ноября 1996 года, штаб-квартира находится в районе Йондыпо в Сеуле, Республика Корея. С 2019 года YG Plus занимается распространением, дистрибуцией и лицензированием музыки различных южнокорейских исполнителей. В январе 2021 года Hybe Corporation вместе с подразделением Weverse купили 17,89 % акций YG Plus, взамен артисты YG Entertainment присоединились к платформе Weverse.

## История
В ноябре 2014 года YG Entertainment приобрели Phoenix Holdings и переименовали компанию в YG Plus. Ян Мин Сок (младший брат Ян Хён Сока, основателя YG) был назначен генеральным директором, и YG принадлежало 38,6 % акций YG Plus.
В 2019 году компания стала заниматься распространением, дистрибуцией и лицензированием музыки южнокорейских исполнителей. 27 января 2021 года стало известно, что Hybe Corporation совместно с подразделением Weverse приобрели 17,89 % акций YG Plus, и артисты YG Entertainment присоединятся к платформе Weverse. Два месяца спустя новым генеральным директором был назначен Чхве Сан Чжун, а Ян Мин Сок занял позицию исполнительного директора.

## Дистрибутируемые лейблы
- YG Entertainment
  - The Black Label
- Hybe Corporation
  - Big Hit Music
  - Pledis Entertainment
  - Source Music
- JTBC
- Paktory Company
- 1dow (1day of the week) Records Label
- 3YE GLOBAL
- 82attitude
- About Entertainment
- Andnew
- ARA-LINE Entertainment
- Archive Morning
- ArtBus Company
- Blu Tongue
- BoutiqueKM
- Chungchun Music
- CRAFT AND JUN
- dnss
- Dopein
- Dynasty Muzik
- EMA Recordings
- FA presents
- GFMA
- Home Music
- Im Dai
- Jule
- LLANO
- MOAI
- NEOKIDZ
- Niahn
- NU DIMENSION
- SALON 01
- TNK ENT
- Tiramisu Records
- Ubuntu Entertainment
- Viral Kit
- WEEKDAY
- WHAP.
- Worldstar Entertainment
- Your Summer

### Бывшие дистрибутируемые лейблы
- HYPLE

## Дочерние компании

### YG KPLUS
YG KPLUS (YG K+) — сотрудничество YG с модельным агентством K-Plus. Слияние компаний было объявлено 18 февраля 2014 года Ян Хён Соком. По состоянию на 2014 года, YG K+ занимались продвижением более 170 моделей, среди них Пак Хён Соп, Кан Сын Хён, Ли Сон Кён, Нам Чжу Хёк, Чан Ки Ён, Пак Сандара и Чхве Со Ра. С тех пор модели K-Plus появлялись в видеоклипах артистов YG, снимались в рекламных роликах и корейских телесериалах.

### Moonshot
Moonshot — косметический бренд, основанный 2 октября 2016 года. В сотрудничестве с China Huanya Group и COSON, бренд получил название в честь приземления «Аполлона-11» на Луне. Товарды продаются как в Корее, и, по словам Пэк Хо Чжин, генерального директора бренда, 40-50 % покупок осуществляются в китайских магазинах. С момента запуска Moonshot открыл 11 магазинов в Сингапуре и 12 магазинов в Малайзии.

### Nona9on
Nona9on — модный бренд, основанный в 2012 году YG совместно с Cheil Industries. Ввиду успеха в Корее планируется открытие поп-ап магазинов в Таиланде; в рекламных роликах снимаются Бобби, B.I и Лиса.

### YG Sports
YG Golf Academy была основана в марте 2015 года. Тренер гольфистов Нах Ён Хи был назначен главным инструктором академии, а уже в январе 2017 года её переименовали в YG Sports, чтобы продвигать не только гольфистов, но и других южнокорейских спортсменов. В августе 2021 года появилась информация о прекращении продвижения гольфистов, но так и не была подтверждена.

### YG Studioplex
YG Studioplex (стилизуется маюскулом) — компания по производству фильмов и сериалов, нацеленных на аудиторию в Корее и по всему миру. Была создана в апреле 2017 года при сотрудничестве YG с Barami Bunda Inc.. Компания послужила первой попыткой YG участвовать в создании контента для телевидения наподобие SM Culture & Contents, подразделения SM Entertainment. В 2016 году YG Studioplex впервые участвовала в создании дорамы «Лунные влюблённые — Алые сердца: Корё».

#### Проекты, дистрибьютором которых выступил YG Studioplex
| Год  | Название                                |
| ---- | --------------------------------------- |
| 2016 | «Лунные влюблённые — Алые сердца: Корё» |
| 2018 | «Я нашла звезду на улице»               |
| 2018 | «Предубеждение о любви»                 |
| 2020 | «Королева Чхорин»                       |
| 2021 | «Чосонский экзорцист»                   |
| 2021 | «Доктор Брейн»                          |

## Другие лейблы

### Seoul Music
Seoul Music — звукозаписывающий лейбл, основанный в июне 2019 года для управления аккаунтами в социальных сетях артистов лейбла HIGHGRND (независимый лейбл Табло из Epik High).